# Загайкі (Володавський повіт)
Загайкі (пол. Zahajki) — село в Польщі, у гміні Вирики Володавського повіту Люблінського воєводства. Населення — 271 особа (2011).

## Історія
У 1921 році село входило до складу гміни Кривоверба Володавського повіту Люблінського воєводства Польської Республіки.
Частина українців була виселена в 1945 році. Деякі зуміли уникнути переселення і залишилися в селі. Нині близько 75% жителів села поляки, решта українці (25%). Це одне з небагатьох сіл в області, де проживає багато українців.
У 1956 році в місцевій початковій школі було відновлене факультативне вивчення української мови, спочатку її вивчало лише 13 учнів, а наступного року — вже 49 дітей.
У 1975—1998 роках село належало до Холмського воєводства.

## Населення
За даними етнографічної експедиції 1869—1870 років під керівництвом Павла Чубинського, у селі переважно проживали греко-католики, які розмовляли українською мовою.
За переписом населення Польщі 10 вересня 1921 року в селі налічувалося 36 будинків та 180 мешканців, з них:
- 79 чоловіків та 101 жінка;
- 123 православні, 57 римо-католиків;
- 119 українців, 61 поляк.

Демографічна структура станом на 31 березня 2011 року:
|          | Загалом | Допрацездатний вік | Працездатний вік | Постпрацездатний вік |
| -------- | ------- | ------------------ | ---------------- | -------------------- |
| Чоловіки | 135     | 34                 | 90               | 11                   |
| Жінки    | 136     | 34                 | 76               | 26                   |
| Разом    | 271     | 68                 | 166              | 37                   |